# 2-デセナール
2-デセナール(2-Decenal)は、化学式C10H18Oの有機化合物である。cis体(2E)-2-デセナールとtrans体(2Z)-2-デセナールの対で存在する。標準状態では油状で透明な液体であり、不純物により黄色を呈する。強い蝋のような匂いを持つとされる。飼料に痕跡量含まれ、コリアンダー精油にも含まれる。香料としても用いられる。

## 天然の存在
2-デセナールは、様々な食物に含まれる。オレンジピール、ブラックベリー、ショウガ、バター、マッシュルーム、キウイ、ベーコンの脂肪、ローストビーフ、牛脂、加熱した牛脂、ビルベリー、ニンジンの根、茹でた鶏肉、鶏出汁、クランベリーの絞り滓、ハム、コケモモ、オレンジ、加熱した豚脂、ポテトチップス、大豆、茹でた羊肉、茶、ローストしたヘーゼルナッツ、フライドポテト、トマト、小麦粉パン、ローストしたピーカンナッツ、コメ、ローストしたピーナッツ、コリアンダーの葉等の広い範囲の食物で見られる。
コリアンダーの葉に(E)-2-ドデセナールとこのアルデヒドが存在することは、OR6A2遺伝子の特定の変異を持つ人々に一般的に報告されている、このハーブに対する嫌悪感に関連している。
また、タバコの添加物の中にも見られ、クサギカメムシの不快な匂いの成分の1つである。

## 応用
2-デセナールは、殺線虫剤に用いることができる。変異原であるが、生物が捕食された際に発し、他の個体に危険が迫っていることを警告するフェロモンとしての役割も持つ。

## 合成
2-デセナールは、オクタナールとエチルビニルエーテルの反応とそれに続く混合物の加水分解により合成できる。